# Pomniki przyrody w gminie Godkowo
Na terenie gminy Godkowo znajdują się następujące pomniki przyrody:
| Nr  | Lokalizacja                                                           | Forma             | Nazwa                                           | Obwód przy powołaniu [cm] | Nr ew. | Rok uznania | Zdjęcie |
| 1.  | Zimnochy, skraj parku                                                 | pojedyncze drzewo | dąb szypułkowy                                  | 535                       | 213/57 | 1957        |         |
| 2.  | Zimnochy, w wąwozie                                                   | pojedyncze drzewo | dąb szypułkowy                                  | 400                       | 212/57 | 1957        |         |
| 3.  | Podągi, po prawej stronie drogi do Ornety nad strumykiem              | pojedyncze drzewo | dąb szypułkowy                                  | 660                       | 177/93 | 1993        |         |
| 4.  | Podągi, po prawej stronie drogi do Ornety nad strumykiem              | pojedyncze drzewo | dąb szypułkowy                                  | 533                       | 178/93 | 1993        |         |
| 5.  | Podągi, po prawej stronie drogi do Ornety nad strumykiem              | pojedyncze drzewo | dąb szypułkowy                                  | 401                       | 179/93 | 1993        |         |
| 6.  | Podągi, po prawej stronie drogi do Ornety, w pobliżu dawnej rządcówki | pojedyncze drzewo | dąb szypułkowy                                  | 265                       | 1013   | 2001        |         |
| 7.  | Podągi, w południowo-zachodniej części parku                          | pojedyncze drzewo | jesion wyniosły                                 | 283                       | 1014   | 2001        |         |
| 8.  | Podągi, w południowo-wschodniej części parku                          | pojedyncze drzewo | dąb szypułkowy                                  | 333                       | 1015   | 2001        |         |
| 9.  | Podągi, w południowo-zachodniej części parku, przy łące               | pojedyncze drzewo | dąb szypułkowy                                  | 387                       | 1016   | 2001        |         |
| 10. | Podągi, w południowo-zachodniej części parku, przy łące               | pojedyncze drzewo | klon zwyczajny                                  | 315                       | 1017   | 2001        |         |
| 11. | Podągi, w północno-wschodniej części parku, przy hydrofornii          | pojedyncze drzewo | dąb szypułkowy                                  | 444                       | 1018   | 2001        |         |
| 12. | Podągi, w północno-wschodniej części parku, przy hydrofornii          | pojedyncze drzewo | wiąz górski                                     | 350                       | 1019   | 2001        |         |
| 13. | Podągi, w północno-wschodniej części parku, nad stawem                | pojedyncze drzewo | dąb szypułkowy                                  | 312                       | 1020   | 2001        |         |
| 14. | Podągi, w północno-zachodniej części parku,                           | pojedyncze drzewo | dąb szypułkowy                                  | 388                       | 1021   | 2001        |         |
| 15. | Podągi, w północno-zachodniej części parku, nad strumykiem            | grupa drzew       | dąb szypułkowy lipa drobnolistna klon zwyczajny | 230 188 183               | 1022   | 2001        |         |
| 16. | Podągi, w północno-zachodniej części parku, nad strumykiem            | pojedyncze drzewo | lipa drobnolistna                               | 335                       | 1023   | 2001        |         |
| 17. | Podągi, w północno-zachodniej części parku                            | pojedyncze drzewo | dąb szypułkowy dwupienny                        | 332 i 368                 | 1024   | 2001        |         |
| 18. | Podągi, nad północno-wschodnią częścią stawu, przy dawnej rządcówce   | pojedyncze drzewo | jesion wyniosły                                 | 302                       | 1025   | 2001        |         |
| 19. | Podągi, w centralnej części parku                                     | pojedyncze drzewo | jesion wyniosły                                 | 290                       | 1026   | 2001        |         |
| 20. | Podągi, w centralnej części parku                                     | pojedyncze drzewo | klon zwyczajny                                  | 261                       | 1027   | 2001        |         |
| 21. | Podągi, we wschodniej części parku                                    | pojedyncze drzewo | dąb szypułkowy                                  | 730                       | 1028   | 2001        |         |
| 22. | Podągi, we wschodniej części parku                                    | pojedyncze drzewo | dąb szypułkowy                                  | 432                       | 1029   | 2001        |         |
| 23. | Podągi, we wschodniej części parku                                    | pojedyncze drzewo | jesion wyniosły                                 | 280                       | 1030   | 2001        |         |
| 24. | Podągi, we wschodniej części parku, nad strumykiem                    | pojedyncze drzewo | jesion wyniosły                                 | 268                       | 1031   | 2001        |         |
| 25. | Podągi, w zachodniej części parku, w dolinie strumienia               | pojedyncze drzewo | jesion wyniosły                                 | 305                       | 1032   | 2001        |         |
| 26. | Podągi, zachodni skraj parku, w dolinie strumienia przy drodze        | pojedyncze drzewo | jesion wyniosły                                 | 420                       | 1033   | 2001        |         |
| 27. | Podągi, w zachodniej części parku                                     | pojedyncze drzewo | dąb szypułkowy                                  | 538                       | 1034   | 2001        |         |
| 28. | Podągi, w zachodniej części parku                                     | pojedyncze drzewo | klon zwyczajny                                  | 272                       | 1035   | 2001        |         |